# Liga Femenina de baloncesto 2021-22
La Liga Femenina de Baloncesto de España 2021-22, llamada Liga Femenina Endesa por motivos de patrocinio, es la 59.ª temporada de dicha competición.

## Sistema de competición
Los 16 clubes que forman parte de la categoría se enfrentaron todos contra todos en dos ocasiones: una vez ejerciendo de local en su pabellón y en la otra como visitante. En total se disputaron 30 jornadas.
En el momento que se disputaron las primeras 15 jornadas, acabando por lo tanto la primera vuelta de la fase regular del campeonato, los equipos que clasificaron entre las 8 primeras posiciones tuvieron acceso a competir en la Copa de la Reina de ese mismo año, título el cual se acabó proclamando campeón Perfumerías Avenida.
Una vez finalizadas las 30 jornadas, dando así por finalizada la temporada regular, los equipos que clasificaron en las 8 primeras posiciones jugaron los playoffs por el título.

## Clubes participantes
Al finalizar la temporada pasada, tanto Alter Enersun Al-Qázeres Extremadura como Quesos El Pastor perdieron su plaza en la máxima categoría del baloncesto femenino, al quedar 15.º y 16.º respectivamente en la competición.
Por otra parte, ascendieron desde la Liga Femenina 2 2020-21, ocupando las 2 nuevas plazas, los clubs Baxi Ferrol y el Club Baloncesto Leganés como campeones de los playoffs finales.
| Equipo                          | Ciudad                     | Posición 2020-2021 |
| ------------------------------- | -------------------------- | ------------------ |
| Perfumerías Avenida             | Salamanca                  | Campeón            |
| Valencia Basket                 | Valencia                   | Subcampeón         |
| Spar Girona                     | Gerona                     | 3.º                |
| Gernika Bizkaia                 | Guernica y Luno            | 4.º                |
| Movistar Estudiantes            | Madrid                     | 5.º                |
| Ciudad de la Laguna Tenerife    | Santa Cruz de Tenerife     | 6.º                |
| Durán Maquinaria Ensino Lugo    | Lugo                       | 7.º                |
| Spar Gran Canaria               | Las Palmas de Gran Canaria | 8.º                |
| Cadí La Seu                     | Seo de Urgel               | 9.º                |
| IDK Euskotren                   | San Sebastián              | 10.º               |
| Kutxabank Araski                | Vitoria                    | 11.º               |
| Campus Promete                  | Logroño                    | 12.º               |
| Casademont Zaragoza             | Zaragoza                   | 13.º               |
| Embutidos Pajariel Bembibre PDM | Bembibre                   | 14.º               |
| Baxi Ferrol                     | Ferrol                     | Ascendido de LF2   |
| Innova-TSN Leganés              | Leganés                    | Ascendido de LF2   |

## Liga regular

### Clasificación
| | Equipo                          | J  | G  | P  | PF   | PC   | DP   | Puntos |
| --- | ------------------------------- | -- | -- | -- | ---- | ---- | ---- | ------ |
| 1 | Perfumerías Avenida             | 30 | 28 | 2  | 2230 | 1643 | 587  | 58     |
| 2 | Valencia Basket                 | 30 | 25 | 5  | 2157 | 1776 | 381  | 55     |
| 3 | Spar Girona                     | 30 | 25 | 5  | 2196 | 1807 | 389  | 55     |
| 4 | Cadí La Seu                     | 30 | 19 | 11 | 1851 | 1844 | 7    | 49     |
| 5 | Casademont Zaragoza             | 30 | 18 | 12 | 1978 | 1977 | 1    | 48     |
| 6 | IDK Euskotren                   | 30 | 17 | 13 | 2067 | 1959 | 108  | 47     |
| 7 | Movistar Estudiantes            | 30 | 15 | 15 | 1952 | 1926 | 26   | 45     |
| 8 | Gernika Bizkaia                 | 30 | 14 | 16 | 1981 | 1962 | 19   | 44     |
| 9 | Spar Gran Canaria               | 30 | 12 | 18 | 1883 | 1934 | -51  | 42     |
| 10                                                                                                   | Durán Maquinaria Ensino Lugo    | 30 | 12 | 18 | 1918 | 2041 | -123 | 42     |
| 11                                                                                                   | Campus Promete                  | 30 | 11 | 19 | 1914 | 1959 | -45  | 41     |
| 12                                                                                                   | Kutxabank Araski                | 30 | 11 | 19 | 1924 | 2125 | -201 | 41     |
| 13                                                                                                   | Innova-TSN Leganés              | 30 | 9  | 21 | 1885 | 2183 | -298 | 39     |
| 14                                                                                                   | Embutidos Pajariel Bembibre PDM | 30 | 9  | 21 | 1727 | 1990 | -263 | 39     |
| 15                                                                                                   | Tenerife                        | 30 | 9  | 21 | 1864 | 2127 | -263 | 39     |
| 16                                                                                                   | Baxi Ferrol                     | 30 | 6  | 24 | 1877 | 2151 | -274 | 36     |
| Fuente: Federación Española de Baloncesto: Clasificación de la Liga Endesa; actualización automática |                                 |    |    |    |      |      |      |        |

### Resultados
| Local \ Visitante            | BAX   | CLS   | PRO   | CAZ   | TEN   | ENS   | BEM   | GER   | IDK   | LEG   | ARA   | EST   | AVE   | GIR    | GCA   | VAL   |
| ---------------------------- | ----- | ----- | ----- | ----- | ----- | ----- | ----- | ----- | ----- | ----- | ----- | ----- | ----- | ------ | ----- | ----- |
| Baxi Ferrol                  | —     | 54–61 | 74–69 | 74–49 | 62–77 | 70–61 | 47–80 | 62–79 | 86–89 | 77–50 | 42–62 | 68–78 | 44–66 | 64–94  | 64–66 | 63–76 |
| Cadí La Seu                  | 60–54 | —     | 68–59 | 67–59 | 80–65 | 83–62 | 57–47 | 63–58 | 60–57 | 76–56 | 67–63 | 55–51 | 49–70 | 55–65  | 65–48 | 64–60 |
| Campus Promete               | 86–75 | 39–45 | —     | 53–62 | 60–62 | 84–77 | 77–50 | 70–74 | 65–81 | 78–67 | 75–50 | 72–54 | 55–67 | 68–46  | 64–61 | 58–63 |
| Casademont Zaragoza          | 65–72 | 71–42 | 81–64 | —     | 81–65 | 64–60 | 74–61 | 58–57 | 76–69 | 64–60 | 75–61 | 48–57 | 67–80 | 72–64  | 72–57 | 74–84 |
| Ciudad de La Laguna Tenerife | 73–58 | 61–58 | 70–81 | 66–70 | —     | 57–59 | 53–59 | 64–61 | 51–74 | 55–62 | 60–71 | 60–63 | 47–90 | 59–98  | 78–73 | 77–58 |
| Durán Maquinaria Ensino Lugo | 72–63 | 58–67 | 61–55 | 62–56 | 75–74 | —     | 69–52 | 52–64 | 70–84 | 64–53 | 56–64 | 70–60 | 47–72 | 69–75  | 54–65 | 64–74 |
| Embutidos Pajariel Bembibre  | 66–62 | 60–54 | 52–85 | 61–75 | 73–76 | 50–67 | —     | 78–75 | 59–60 | 62–66 | 43–50 | 61–70 | 38–83 | 48–67  | 59–47 | 61–91 |
| Gernika Bizkaia              | 72–50 | 63–52 | 75–56 | 57–62 | 67–72 | 84–75 | 57–73 | —     | 87–71 | 85–61 | 69–47 | 63–57 | 56–62 | 75–82  | 71–61 | 62–72 |
| IDK Euskotren                | 89–60 | 74–54 | 57–39 | 65–35 | 82–76 | 70–72 | 71–67 | 75–54 | —     | 69–58 | 62–81 | 65–51 | 57–70 | 72–87  | 82–60 | 41–61 |
| Innova TSN Leganés           | 80–69 | 60–53 | 57–65 | 75–80 | 69–61 | 49–75 | 72–66 | 59–65 | 66–65 | —     | 75–80 | 68–80 | 69–79 | 59–100 | 79–75 | 41–64 |
| Kutxabank Araski             | 84–82 | 68–81 | 53–47 | 69–79 | 62–53 | 59–90 | 63–69 | 85–62 | 67–75 | 88–80 | —     | 57–93 | 44–92 | 63–67  | 60–62 | 65–86 |
| Movistar Estudiantes         | 80–65 | 78–81 | 80–69 | 73–64 | 70–56 | 73–56 | 71–53 | 68–63 | 55–81 | 74–68 | 66–65 | —     | 54–71 | 62–73  | 53–56 | 52–59 |
| Perfumerías Avenida          | 85–51 | 85–62 | 75–49 | 69–59 | 66–48 | 89–39 | 55–38 | 70–47 | 68–54 | 80–48 | 75–56 | 71–70 | —     | 69–77  | 79–55 | 72–68 |
| Spar Girona                  | 58–47 | 55–45 | 74–49 | 90–53 | 73–50 | 76–56 | 65–42 | 62–63 | 80–70 | 94–51 | 93–68 | 51–42 | 79–78 | —      | 64–60 | 58–72 |
| Spar Gran Canaria            | 57–66 | 69–77 | 70–61 | 72–74 | 84–42 | 73–61 | 48–52 | 66–56 | 67–58 | 59–62 | 74–58 | 67–65 | 49–67 | 71–68  | —     | 50–56 |
| Valencia Basket              | 67–52 | 75–50 | 78–62 | 71–59 | 88–56 | 82–65 | 83–47 | 77–60 | 77–48 | 81–65 | 75–61 | 70–52 | 67–75 | 55–61  | 67–61 | —     |

### Evolución en la clasificación
La tabla muestra las posiciones de cada equipo al término de cada jornada. 
| Equipo ╲ Jornada             | 1           | 2  | 3  | 4  | 5  | 6  | 7  | 8  | 9  | 10 | 11 | 12 | 13 | 14 | 15 | 16 | 17 | 18 | 19 | 20 | 21 | 22 | 23 | 24 | 25 | 26 | 27 | 28 | 29 | 30 |    |
| ---------------------------- | ----------- | -- | -- | -- | -- | -- | -- | -- | -- | -- | -- | -- | -- | -- | -- | -- | -- | -- | -- | -- | -- | -- | -- | -- | -- | -- | -- | -- | -- | -- | -- |
| Equipo ╲ Jornada             | Baxi Ferrol | 5  | 10 | 12 | 9  | 11 | 14 | 14 | 15 | 16 | 13 | 14 | 12 | 13 | 14 | 14 | 15 | 14 | 14 | 14 | 16 | 16 | 16 | 16 | 16 | 16 | 16 | 16 | 16 | 16 | 16 |
| Cadí La Seu                  | 8           | 3  | 2  | 2  | 2  | 3  | 4  | 4  | 4  | 4  | 4  | 4  | 4  | 5  | 4  | 4  | 4  | 4  | 4  | 4  | 4  | 4  | 4  | 4  | 4  | 4  | 4  | 4  | 4  | 4  |    |
| Campus Promete               | 12          | 8  | 10 | 6  | 5  | 6  | 6  | 7  | 5  | 5  | 6  | 6  | 7  | 10 | 10 | 10 | 10 | 9  | 9  | 9  | 10 | 9  | 10 | 10 | 10 | 10 | 11 | 12 | 11 | 11 |    |
| Casademont Zaragoza          | 6           | 9  | 7  | 4  | 4  | 5  | 5  | 6  | 7  | 7  | 9  | 8  | 9  | 8  | 8  | 5  | 5  | 5  | 5  | 5  | 6  | 5  | 6  | 6  | 6  | 6  | 6  | 6  | 5  | 5  |    |
| Ciudad de La Laguna Tenerife | 15          | 13 | 14 | 14 | 10 | 11 | 12 | 13 | 15 | 16 | 16 | 16 | 16 | 16 | 16 | 16 | 16 | 16 | 16 | 14 | 15 | 15 | 15 | 15 | 15 | 15 | 15 | 15 | 14 | 15 |    |
| Durán Maquinaria Ensino Lugo | 3           | 4  | 5  | 7  | 8  | 8  | 11 | 11 | 13 | 14 | 12 | 13 | 14 | 13 | 15 | 11 | 11 | 11 | 12 | 12 | 12 | 12 | 12 | 12 | 12 | 12 | 10 | 11 | 10 | 10 |    |
| Embutidos Pajariel Bembibre  | 14          | 15 | 15 | 16 | 16 | 16 | 16 | 16 | 14 | 15 | 15 | 14 | 15 | 15 | 12 | 13 | 12 | 12 | 13 | 13 | 14 | 14 | 13 | 13 | 14 | 14 | 14 | 14 | 15 | 14 |    |
| Gernika Bizkaia              | 4           | 5  | 4  | 8  | 9  | 9  | 10 | 8  | 6  | 6  | 5  | 5  | 5  | 4  | 5  | 6  | 6  | 7  | 7  | 7  | 8  | 10 | 8  | 8  | 8  | 8  | 8  | 8  | 8  | 8  |    |
| IDK Euskotren                | 16          | 16 | 16 | 15 | 14 | 12 | 8  | 10 | 11 | 10 | 8  | 7  | 8  | 7  | 7  | 7  | 7  | 6  | 6  | 6  | 5  | 6  | 5  | 5  | 5  | 5  | 5  | 5  | 6  | 6  |    |
| Innova TSN Leganés           | 11          | 6  | 11 | 12 | 15 | 13 | 13 | 14 | 12 | 11 | 10 | 10 | 11 | 11 | 11 | 12 | 15 | 15 | 15 | 15 | 13 | 13 | 14 | 14 | 13 | 13 | 13 | 13 | 13 | 13 |    |
| Kutxabank Araski             | 10          | 7  | 8  | 5  | 7  | 10 | 7  | 5  | 8  | 8  | 11 | 11 | 10 | 9  | 9  | 9  | 9  | 10 | 10 | 11 | 11 | 11 | 11 | 11 | 11 | 11 | 12 | 10 | 12 | 12 |    |
| Movistar Estudiantes         | 9           | 14 | 9  | 11 | 13 | 15 | 15 | 12 | 10 | 9  | 7  | 9  | 6  | 6  | 6  | 8  | 8  | 8  | 8  | 8  | 7  | 8  | 7  | 7  | 7  | 7  | 7  | 7  | 7  | 7  |    |
| Perfumerías Avenida          | 2           | 2  | 1  | 1  | 1  | 1  | 1  | 1  | 1  | 1  | 1  | 1  | 1  | 1  | 1  | 1  | 1  | 1  | 1  | 1  | 1  | 1  | 1  | 1  | 1  | 1  | 1  | 1  | 1  | 1  |    |
| Spar Girona                  | 7           | 12 | 6  | 10 | 6  | 4  | 3  | 3  | 3  | 3  | 3  | 3  | 3  | 3  | 3  | 3  | 3  | 2  | 2  | 2  | 2  | 3  | 3  | 3  | 3  | 3  | 3  | 3  | 3  | 3  |    |
| Spar Gran Canaria            | 13          | 11 | 13 | 13 | 12 | 7  | 9  | 9  | 9  | 12 | 13 | 15 | 12 | 12 | 13 | 14 | 13 | 13 | 11 | 10 | 9  | 7  | 9  | 9  | 9  | 9  | 9  | 9  | 9  | 9  |    |
| Valencia Basket              | 1           | 1  | 3  | 3  | 3  | 2  | 2  | 2  | 2  | 2  | 2  | 2  | 2  | 2  | 2  | 2  | 2  | 3  | 3  | 3  | 3  | 2  | 2  | 2  | 2  | 2  | 2  | 2  | 2  | 2  |    |

## Playoffs
|  | Cuartos de final                       | Cuartos de final                       | Cuartos de final                       | Cuartos de final                       |    |                     | Semifinal                          | Semifinal                          | Semifinal                          | Semifinal                          |  |                     | Final               | Final          | Final          | Final          | Final          |  |
|  | 24 de abril (ida) 28 de abril (vuelta) | 24 de abril (ida) 28 de abril (vuelta) | 24 de abril (ida) 28 de abril (vuelta) | 24 de abril (ida) 28 de abril (vuelta) |    |                     | 1 de mayo (ida) 5 de mayo (vuelta) | 1 de mayo (ida) 5 de mayo (vuelta) | 1 de mayo (ida) 5 de mayo (vuelta) | 1 de mayo (ida) 5 de mayo (vuelta) |  |                     | 8 y 12 de mayo      | 8 y 12 de mayo | 8 y 12 de mayo | 8 y 12 de mayo | 8 y 12 de mayo |  |
|  |                                        |                                        |                                        |                                        |    |                     |                                    |                                    |                                    |                                    |  |                     |                     |                |                |                |                |  |
|  |                                        |                                        |                                        |                                        |    |                     |                                    |                                    |                                    |                                    |  |                     |                     |                |                |                |                |  |
|  | 1                                      | Perfumerías Avenida                    | 85                                     | 73                                     |    |                     |                                    |                                    |                                    |                                    |  |                     |                     |                |                |                |                |  |
|  | 1                                      | Perfumerías Avenida                    | 85                                     | 73                                     |    |                     |                                    |                                    |                                    |                                    |  |                     |                     |                |                |                |                |  |
|  | 8                                      | Gernika Bizkaia                        | 70                                     | 43                                     |    |                     |                                    |                                    |                                    |                                    |  |                     |                     |                |                |                |                |  |
|  | 8                                      | Gernika Bizkaia                        | 70                                     | 43                                     |    | Perfumerías Avenida | Perfumerías Avenida                | 73                                 | 75                                 |                                    |  |                     |                     |                |                |                |                |  |
|  |                                        |                                        |                                        |                                        |    | Perfumerías Avenida | Perfumerías Avenida                | 73                                 | 75                                 |                                    |  |                     |                     |                |                |                |                |  |
|  |                                        |                                        | Cadí La Seu                            | Cadí La Seu                            | 66 | 39                  |                                    |                                    |                                    |                                    |  |                     |                     |                |                |                |                |  |
|  | 4                                      | Cadí La Seu                            | Cadí La Seu                            | Cadí La Seu                            | 66 | 39                  | 75                                 | 58                                 |                                    |                                    |  |                     |                     |                |                |                |                |  |
|  | 4                                      | Cadí La Seu                            |                                        |                                        |    |                     |                                    |                                    |                                    |                                    |  |                     |                     |                |                |                |                |  |
|  | 5                                      | Casademont Zaragoza                    | 57                                     | 58                                     |    |                     |                                    |                                    |                                    |                                    |  |                     |                     |                |                |                |                |  |
|  | 5                                      | Casademont Zaragoza                    | 57                                     | 58                                     |    |                     |                                    |                                    |                                    |                                    |  | Perfumerías Avenida | Perfumerías Avenida | 55             | 67             |                |                |  |
|  |                                        |                                        |                                        |                                        |    |                     |                                    |                                    |                                    |                                    |  | Perfumerías Avenida | Perfumerías Avenida | 55             | 67             |                |                |  |
|  |                                        |                                        | Valencia Basket                        | Valencia Basket                        | 44 | 62                  |                                    |                                    |                                    |                                    |  |                     |                     |                |                |                |                |  |
|  | 2                                      | Valencia Basket                        | Valencia Basket                        | Valencia Basket                        | 44 | 62                  | 59                                 | 72                                 |                                    |                                    |  |                     |                     |                |                |                |                |  |
|  | 2                                      | Valencia Basket                        |                                        |                                        |    |                     |                                    |                                    |                                    |                                    |  |                     |                     |                |                |                |                |  |
|  | 7                                      | Movistar Estudiantes                   | 59                                     | 35                                     |    |                     |                                    |                                    |                                    |                                    |  |                     |                     |                |                |                |                |  |
|  | 7                                      | Movistar Estudiantes                   | 59                                     | 35                                     |    | Valencia Basket     | Valencia Basket                    | 61                                 | 66                                 |                                    |  |                     |                     |                |                |                |                |  |
|  |                                        |                                        |                                        |                                        |    | Valencia Basket     | Valencia Basket                    | 61                                 | 66                                 |                                    |  |                     |                     |                |                |                |                |  |
|  |                                        |                                        | Spar Girona                            | Spar Girona                            | 49 | 73                  |                                    |                                    |                                    |                                    |  |                     |                     |                |                |                |                |  |
|  | 3                                      | Spar Girona                            | Spar Girona                            | Spar Girona                            | 49 | 73                  | 61                                 | 67                                 |                                    |                                    |  |                     |                     |                |                |                |                |  |
|  | 3                                      | Spar Girona                            |                                        |                                        |    |                     |                                    |                                    |                                    |                                    |  |                     |                     |                |                |                |                |  |
|  | 6                                      | IDK Euskotren                          | 56                                     | 54                                     |    |                     |                                    |                                    |                                    |                                    |  |                     |                     |                |                |                |                |  |
|  | 6                                      | IDK Euskotren                          | 56                                     | 54                                     |    |                     |                                    |                                    |                                    |                                    |  |                     |                     |                |                |                |                |  |
|  |                                        |                                        |                                        |                                        |    |                     |                                    |                                    |                                    |                                    |  |                     |                     |                |                |                |                |  |

### Cuartos de final
| Equipo 1                | Agr.    | Equipo 2                 | Ida   | Vuelta |
| ----------------------- | ------- | ------------------------ | ----- | ------ |
| (1) Perfumerías Avenida | 158–113 | Gernika Bizkaia (8)      | 85–70 | 73–43  |
| (2) Valencia Basket     | 131–94  | Movistar Estudiantes (7) | 59–59 | 72–35  |
| (3) Spar Girona         | 128–110 | IDK Euskotren (6)        | 61–56 | 67–54  |
| (4) Cadí La Seu         | 133–115 | Casademont Zaragoza (5)  | 75–57 | 58–58  |

Ida
| 24 de abril de 2022 | Gernika Bizkaia                                        | 70–85                                 | Perfumerías Avenida                          | Guernica y Luno |  |
| 19:00               | Parciales: 13–34, 19–18, 16–18, 22–15                  | Parciales: 13–34, 19–18, 16–18, 22–15 | Parciales: 13–34, 19–18, 16–18, 22–15        | |  |
|                     | Estadísticas Moore 15 Moore, Higgs 5 Arrojo 5 Higgs 20 | Reporte Pts Reb Asts Val              | Estadísticas 23 Copper 7 Hof 4 Hof 29 Copper | Pabellón: Polideportivo Maloste Árbitros: José María Olivares Bernabeu Jesús Marcos Martínez Prada Cristina Adán Rodríguez |  |

| 24 de abril de 2022 | Movistar Estudiantes                                    | 59–59                                | Valencia Basket                                           | Madrid                                                                                              |  |
| 18:00               | Parciales: 17–17, 18–15, 9–16, 15–11                    | Parciales: 17–17, 18–15, 9–16, 15–11 | Parciales: 17–17, 18–15, 9–16, 15–11                      | |  |
|                     | Estadísticas Gretter 15 Gretter 16 Gretter 8 Gretter 38 | Reporte Pts Reb Asts Val             | Estadísticas 16 Allen 8 Gülich 2 tres jugadoras 11 Romero | Pabellón: WiZink Center Árbitros: Joaquín Lizana Moreno Francisco González Cuervo María Cortés Paya |  |

| 24 de abril de 2022 | IDK Euskotren                                                          | 56–61                                 | Spar Girona                                                              | San Sebastián |  |
| 12:00               | Parciales: 10–19, 16–16, 17–11, 13–15                                  | Parciales: 10–19, 16–16, 17–11, 13–15 | Parciales: 10–19, 16–16, 17–11, 13–15                                    | |  |
|                     | Estadísticas Cornelius, Coulibaly 15 Coulibaly 12 Brown 3 Coulibaly 21 | Reporte Pts Reb Asts Val              | Estadísticas 19 Mendy, Burke 7 Araújo, Labuckienė 5 Flores 17 Labuckienė | Pabellón: Polideportivo José Antonio Gasca Árbitros: Paula Lema Parga Juan Ramón Hurtado Almansa Joan Fanés Marginet |  |

| 24 de abril de 2022 | Casademont Zaragoza                                 | 57–75                                 | Cadí La Seu                                                     | Zaragoza |  |
| 18:30               | Parciales: 12–21, 15–14, 16–22, 14–18               | Parciales: 12–21, 15–14, 16–22, 14–18 | Parciales: 12–21, 15–14, 16–22, 14–18                           | |  |
|                     | Estadísticas Gimeno 18 Gimeno 7 Delaere 3 Gimeno 22 | Reporte Pts Reb Asts Val              | Estadísticas 15 Raventós, Pivec 10 Pivec 8 Raventós 23 Raventós | Pabellón: Pabellón Príncipe Felipe Árbitros: Francisco Javier Bravo Loroño Eric Carrera Rosdevall Jorge Caamaño Muñoz |  |

Vuelta
| 28 de abril de 2022 | Perfumerías Avenida                                             | 73–43                               | Gernika Bizkaia                                                | Salamanca |  |
| 20:30               | Parciales: 23–6, 25–15, 10–13, 15–9                             | Parciales: 23–6, 25–15, 10–13, 15–9 | Parciales: 23–6, 25–15, 10–13, 15–9                            | |  |
|                     | Estadísticas Samuelson 19 Samuelson 10 Domínguez 6 Samuelson 23 | Reporte Pts Reb Asts Val            | Estadísticas 12 Roundtree 11 Brčaninović 3 Buch 10 Brčaninović | Pabellón: Pabellón Municipal de Würzburg Árbitros: Mikel Cañigueral Novella Cristian Martín Vázquez Eva Areste Giralt |  |

| 28 de abril de 2022 | Valencia Basket                                | 72–35                               | Movistar Estudiantes                                          | Valencia |  |
| 20:45               | Parciales: 23–8, 17–5, 16–12, 16–10            | Parciales: 23–8, 17–5, 16–12, 16–10 | Parciales: 23–8, 17–5, 16–12, 16–10                           | |  |
|                     | Estadísticas Allen 16 Allen 7 Casas 6 Allen 20 | Reporte Pts Reb Asts Val            | Estadísticas 15 Fingall 8 Llorente 5 Gretter 8 Fingall, Conde | Pabellón: Pabellón Fuente de San Luis Árbitros: Ángel Antonio Albacete Chamón María Ángeles García Crespo Rodrigo Palanca Page |  |

| 28 de abril de 2022 | Spar Girona                                                  | 67–54                                | IDK Euskotren                                                        | Gerona |  |
| 20:00               | Parciales: 18–10, 20–10, 8–12, 21–22                         | Parciales: 18–10, 20–10, 8–12, 21–22 | Parciales: 18–10, 20–10, 8–12, 21–22                                 | |  |
|                     | Estadísticas tres jugadoras 12 Araújo 9 Gardner 6 Gardner 18 | Reporte Pts Reb Asts Val             | Estadísticas 12 Cornelius, Coulibaly 8 Cvitković 6 Díaz 14 Cornelius | Pabellón: Pabellón municipal Gerona-Fontajau Árbitros: Juan Pedro Morales García-Alcaide Jacobo Rial Barreiro Jorge Baena Criado |  |

| 28 de abril de 2022 | Cadí La Seu                                                   | 58–58                                | Casademont Zaragoza                              | Seo de Urgel |  |
| 20:00               | Parciales: 10–18, 11–6, 17–17, 20–17                          | Parciales: 10–18, 11–6, 17–17, 20–17 | Parciales: 10–18, 11–6, 17–17, 20–17             | |  |
|                     | Estadísticas Tunstull 13 Pivec, Etxarri 10 Peña 5 Raventós 18 | Reporte Pts Reb Asts Val             | Estadísticas 19 Delaere 8 Cruz 7 Cruz 21 Delaere | Pabellón: Palau Municipal d'Esports Árbitros: Ángel de Lucas de Lucas Igor Esteve Malmierca José María Arresa Quintero |  |

### Semifinales
| Equipo 1                | Agr.    | Equipo 2        | Ida   | Vuelta |
| ----------------------- | ------- | --------------- | ----- | ------ |
| (1) Perfumerías Avenida | 148–105 | Cadí La Seu (4) | 73–66 | 75–39  |
| (2) Valencia Basket     | 127–122 | Spar Girona (3) | 61–49 | 66–73  |

Ida
| 1 de mayo de 2022 | Cadí La Seu                                        | 66–73                                 | Perfumerías Avenida                                                 | Seo de Urgel |  |
| 18:45             | Parciales: 13–18, 17–22, 20–14, 16–19              | Parciales: 13–18, 17–22, 20–14, 16–19 | Parciales: 13–18, 17–22, 20–14, 16–19                               | |  |
|                   | Estadísticas Tunstull 16 Peña 7 Raventós 7 Peña 21 | Reporte Pts Reb Asts Val              | Estadísticas 16 Samuelson 7 Hof, Samuelson 5 Domínguez 25 Samuelson | Pabellón: Palau Municipal d'Esports Árbitros: Enrique Miguel López Herrada Asier Quintas Álvarez Antonio Manuel Zamora Rodríguez |  |

| 1 de mayo de 2022 | Spar Girona                                          | 49–61                               | Valencia Basket                                                 | Gerona |  |
| 20:00             | Parciales: 10–14, 13–8, 19–25, 7–14                  | Parciales: 10–14, 13–8, 19–25, 7–14 | Parciales: 10–14, 13–8, 19–25, 7–14                             | |  |
|                   | Estadísticas Gardner 13 Gardner 7 Palau 2 Gardner 13 | Reporte Pts Reb Asts Val            | Estadísticas 15 Gülich 8 Allen, Gülich 2 Ouviña, Allen 18 Allen | Pabellón: Pabellón municipal Gerona-Fontajau Árbitros: Francisco José Zafra Guerra Juan Gabriel Carpallo Miguélez Fernando Ibáñez García |  |

Vuelta
| 5 de mayo de 2022 | Perfumerías Avenida                                               | 75–39                               | Cadí La Seu                                               | Salamanca |  |
| 20:30             | Parciales: 21–7, 21–7, 15–11, 18–14                               | Parciales: 21–7, 21–7, 15–11, 18–14 | Parciales: 21–7, 21–7, 15–11, 18–14                       | |  |
|                   | Estadísticas Samuelson 13 Hof, Fasoula 5 Domínguez 5 Samuelson 17 | Reporte Pts Reb Asts Val            | Estadísticas 10 Etxarri 6 Lukačovičová 3 Pivec 14 Etxarri | Pabellón: Pabellón Municipal de Würzburg Árbitros: Germán Francisco Morales Ruiz Asunción Langa de Martín Jaime Gómez Luque |  |

| 5 de mayo de 2022 | Valencia Basket                                                      | 66–73                                 | Spar Girona                                                 | Valencia |  |
| 19:00             | Parciales: 21–17, 13–19, 16–18, 16–19                                | Parciales: 21–17, 13–19, 16–18, 16–19 | Parciales: 21–17, 13–19, 16–18, 16–19                       | |  |
|                   | Estadísticas Salvadores 13 cuatro jugadoras 5 Ouviña 7 Salvadores 19 | Reporte Pts Reb Asts Val              | Estadísticas 19 Gardner 9 Mendy, Gardner 5 Palau 22 Gardner | Pabellón: Pabellón Fuente de San Luis Árbitros: Carlos Javier García León Daniel Checa Nebot Jorge Baena Criado |  |

### Final
| Equipo 1                | Series | Equipo 2            | 1.er partido | 2.º partido | 3.er partido |
| ----------------------- | ------ | ------------------- | ------------ | ----------- | ------------ |
| (1) Perfumerías Avenida | 2–0    | Valencia Basket (2) | 55–44        | 67–62       | —            |

Partido 1
| 8 de mayo de 2022 | Perfumerías Avenida                                    | 55–44                                | Valencia Basket                                              | Salamanca |  |
| 16:00             | Parciales: 20–10, 11–13, 13–15, 11–6                   | Parciales: 20–10, 11–13, 13–15, 11–6 | Parciales: 20–10, 11–13, 13–15, 11–6                         | |  |
|                   | Estadísticas Copper 20 Samuelson 7 Cazorla 3 Copper 14 | Reporte Pts Reb Asts Val             | Estadísticas 7 Carrera 11 Ouviña 1 tres jugadoras 11 Carrera | Pabellón: Pabellón Municipal de Würzburg Árbitros: Ángel de Lucas de Lucas Asunción Langa de Martín Javier Ávila Zurita |  |

Partido 2
| 12 de mayo de 2022 | Valencia Basket                                                       | 62–67                                | Perfumerías Avenida                                     | Valencia |  |
| 20:30              | Parciales: 15–19, 12–19, 17–9, 18–20                                  | Parciales: 15–19, 12–19, 17–9, 18–20 | Parciales: 15–19, 12–19, 17–9, 18–20                    | |  |
|                    | Estadísticas Allen 20 Trahan-Davis 6 Ouviña 8 Ouviña, Trahan-Davis 20 | Reporte Pts Reb Asts Val             | Estadísticas 20 Copper 10 Fasoula 5 Domínguez 17 Copper | Pabellón: Pabellón Fuente de San Luis Árbitros: Carlos Javier García León Paula Lema Parga Daniel Checa Nebot |  |

| Ganadoras de la Liga Femenina Endesa 2021–22 |
| -------------------------------------------- |
| Perfumerías Avenida 8.º título               |

## Postemporada
- Campeonas de la Liga Femenina Endesa 2021-22: Perfumerías Avenida (8º título).
- Campeonas de la Copa de la Reina 2022: Perfumerías Avenida (10º título).
- Campeonas de la Supercopa 2021: Valencia Basket (1er título).
- Clasificadas para Euroliga 2022-23: Perfumerías Avenida, Valencia Basket y Spar Girona (fase de clasificación).
- Clasificadas para Eurocup 2022-23: Cadí La Seu, Casademont Zaragoza, IDK Euskotren, Movistar Estudiantes, Gernika Bizkaia (fase de clasificación).
- Descendidas a Liga Femenina Challenge 2022-23:  Baxi Ferrol y Campus Promete (desaparecido). [1]
- Ascendidas de Liga Femenina Challenge 2021-22:  Barça CBS y Hozono Global Jairis.

## Clubes en competiciones Europeas
Estos son los equipos que participaron en competiciones europeas en la temporada 2021-22:
| Equipo                       | Competición | Progreso              |
| ---------------------------- | ----------- | --------------------- |
| Perfumerías Avenida          | Euroliga    | 3er Puesto            |
| Spar Girona                  | Euroliga    | Cuartos de final      |
| Valencia Basket              | EuroCup     | Cuartos de final      |
| Gernika Bizkaia              | EuroCup     | Play off 32º de final |
| Movistar Estudiantes         | EuroCup     | Play off 32º de final |
| Ciudad de la Laguna Tenerife | EuroCup     | Play off 32º de final |
| Durán Maquinaria Ensino Lugo | EuroCup     | Fase de grupos        |
| Spar Gran Canaria            | EuroCup     | Fase clasificatoria   |